# 2. konjeniški polk (ZDA)
Za druge 2. polke glejte 2. polk.
2. konjeniški polk (izvirno angleško 2nd Cavalry Regiment) je eden izmed konjeniških polkov Kopenske vojske ZDA.
Polk je druga najstarejša nenehno operativna enota Kopenske vojske ZDA.